# Aphilopota phanerostigma
Aphilopota phanerostigma är en fjärilsart som beskrevs av Louis Beethoven Prout 1917. Aphilopota phanerostigma ingår i släktet Aphilopota och familjen mätare. Inga underarter finns listade i Catalogue of Life.